# Centaurea barcinonensis
Centaurea barcinonensis là một loài thực vật có hoa trong họ Cúc. Loài này được Sennen mô tả khoa học đầu tiên năm 1912.